# UGC 43
UGC 43 es una galaxia espiral localizada en la constelación de Pegaso.